# Anand Tucker
Anand Tucker (24 de junho de 1963, Bangkok, Tailândia) é um diretor e produtor de cinema britânico. Ele co-fundou e é co-dono da companhia de produção Archer Street.

## Vida pessoal
Anand é filho de um pai indiano e uma mãe alemã, tendo nascido na Tailândia. Aos 18 anos de idade, mudou-se para o Reino Unido. Por ter ido mal nos exames, Tucker se inscreveu em uma escola de drama e acabou descobrindo ser um péssimo ator. Na escola de drama ele descobriu que iria ser diretor ao notar que atores adoram receber ordens. Anand então começou a dirigir propagandas até entrar na Harrow Film School através de mentiras, onde fez seu primeiro curta. Ele tem um filho com sua parceira, a diretora Sharon Maguire.